# Margarethe Francksen-Kruckenberg
Margarethe Francksen-Kruckenberg (auch Francksen-Krukenberg) (* 20. September 1890 in Varel; † 30. November 1975 in Oldenburg) war eine deutsche Malerin und Kunstgewerblerin.

## Werk
Dem Besuch des Neuenburger Seminars unter Gerbrecht folgte eine Tätigkeit als Lehrerin an verschiedenen Orten des Fürstentums Lübeck, dann in verschiedenen Dörfern unweit des Jadebusens. Es folgten weitere Ausbildungen in München bei Walter Thor, an der Kunstgewerbeschule in Frankfurt a. M. und zuletzt (1921) bei Max Thedy an der Akademie in Weimar. Die Künstlerin, die an Urwaldmärchen arbeitete, veröffentlichte 1924 das Buch „Geschichten aus der Vogelstube“ mit eigenen Illustrationen. Ebenfalls 1924 heiratete sie den Kunstmaler Franz Francksen aus Tossens. Ihre Arbeiten sind, wie die ihres Mannes, von Gerhard Bakenhus beeinflusst. 
In den 1920er Jahren entstanden ihre expressiven Urwaldbilder, die im Hasbruch, in den Wäldern um Dötlingen und im Neuenburger Urwald entstanden sind. Nach 1935 legte sie eine veröffentlichte Urwaldbildermappe vor, die sechs Baumstudien enthielt und mit der sie auf die Schönheit des Neuenburger Urwaldes aufmerksam machen wollte.
1950 wandte Margarethe Francksen-Kruckenberg sich der Teppichknüpferei zu. Sie schuf Bildteppiche in Einzelanfertigung nach eigenen Entwürfen und stand dabei stilistisch in der Tradition der Künstlergruppe „Die Brücke“. 1965 ernannte sie die Arbeitsgruppe Kunsthandwerk Oldenburg zum Ehrenmitglied.
Arbeiten befinden sich im Landesmuseum für Kunst und Kulturgeschichte Oldenburg.